# Chiisa na Ippo de
Singles de CoCo
Yokohama Boy Style
(1992) Koi no Junction
(1993)
 Chiisa na Ippo de  (ちいさな一歩で) est le 12e single du groupe de J-pop CoCo.

## Présentation
Le single sort le 21 avril 1993 au Japon sous le label Pony Canyon, au format mini-CD single de 8 cm. C'est le troisième single de CoCo enregistré par la formation à quatre membres, sans Azusa Senō qui a quitté le groupe l'année précédente. Il atteint la 20e place du classement de l'Oricon et reste classé pendant trois semaines ; c'est alors le single le moins vendu et le moins bien classé du groupe.
Le single contient deux chansons, ainsi que leur versions instrumentales. Les deux chansons figureront près de deux ans plus tard sur le dernier album original du groupe, Sweet & Bitter ; elles seront également présentes sur la compilation CoCo Uta no Daihyakka Sono 1 de 2008. La chanson-titre figurera aussi sur la plupart des autres compilations du groupe, dont Singles, My Kore! Kushon CoCo Best, Straight + Single Collection, et My Kore! Lite Series CoCo.

## Liste des titres
Toutes les paroles sont écrites par Sayoko Morimoto.
| 1. | Chiisa na Ippo de (ちいさな一歩で)                             | Noriyuki Asakura / Taisuke Sawachika | 4:10 |
| 2. | Minna Daijōbu (みんな大丈夫)                                   | Ichiro Hada / Taisuke Sawachika      | 4:21 |
| 3. | Chiisa na Ippo de (Original Karaoke) (...オリジナル・カラオケ) | Noriyuki Asakura / Taisuke Sawachika | 4:10 |
| 4. | Minna Daijōbu (Original Karaoke) (...オリジナル・カラオケ)     | Ichiro Hada / Taisuke Sawachika      | 4:21 |